# Selenops ovambicus
Selenops ovambicus är en spindelart som beskrevs av Lawrence 1940. Selenops ovambicus ingår i släktet Selenops och familjen Selenopidae. Inga underarter finns listade i Catalogue of Life.